# 385 Ilmatar
385 Ilmatar este un asteroid din centura principală, descoperit pe 1 martie 1894, de Max Wolf.